# Amanti di valore
Amanti di valore је студијски албум италијанске певачице Мине, објављен 1973. године за издавачке куће PDU. Аутори свих песама на албуму су Франко Калифано и Карло Пес.

## Списак пјесама
| №  | Назив                    | Трајање |  |
| 1. | Amanti di valore         | 4:22    |  |
| 2. | La vita goccia a goccia  | 4:32    |  |
| 3. | Ieri, ieri               | 3:59    |  |
| 4. | I sogni di un semplice   | 5:04    |  |
| 5. | La solita storia d’amore | 3:33    |  |
| 6. | Un po’ d’uva             | 0:28    |  |

| №  | Назив                      | Трајање |  |
| 1. | Il poeta che non pensa mai | 3:59    |  |
| 2. | La mia vecchiaia           | 3:14    |  |
| 3. | Carlo detto il mandrillo   | 2:57    |  |
| 4. | Inibizioni al vento        | 4:00    |  |
| 5. | Ninna nanna amore stanco   | 2:48    |  |

## Позиције на листама
| Листа (1974)              | Највиша позиција |
| ------------------------- | ---------------- |
| Италија (Musica e dischi) | 1                |

| Листа (1974)              | Највиша позиција |
| ------------------------- | ---------------- |
| Италија (Musica e dischi) | 3                |